# Lufrei
Lufrei is een plaats (freguesia) in de Portugese gemeente Amarante en telt 1 799 inwoners (2001).